# هو تشي جان
هو تشي جان هو مخرج وكاتب تايواني. 

## التعليم
درس هو الطباعة والسينما في كلية شيه حسين للصحافة (المعروفة الآن باسم جامعة شيه حسين ).  تخرج من جامعة تشينغتشي الوطنية بشهادات في الإذاعة والتلفزيون. 

## روابط خارجية
- هو تشي جان على موقع IMDb (الإنجليزية)
- هو تشي جان على موقع قاعدة بيانات الفيلم (الإنجليزية)